# Krušljevo Selo
 Krušljevo Selo  falu Horvátországban Krapina-Zagorje megyében. Közigazgatásilag Oroslavjéhez tartozik.

## Fekvése
Zágrábtól 20 km-re északra, községközpontjától 2 km-re délnyugatra Horvát Zagorje déli határán a megye déli részén fekszik.

## Története
A településnek 1857-ben 257, 1910-ben 581 lakosa volt. Trianonig Zágráb vármegye Stubicai járásához tartozott. 2001-ben 509 lakosa volt.

## Nevezetességei
Szent Péter apostol tiszteletére szentelt kápolnája 1808-ban épült. A nyugat-keleti tájolású késő barokk stílusú kápolna Krušljevo Selo központjában, egy háromszögű tér közepén található. Az ezen a helyen az 1777-ben épült első kápolna az 1880-as földrengésben jelentősen megsérült. A mai kápolna alaprajza egy kör alakú hajóból és egy hosszúkás téglalap alakú szentélyből áll, amelyet egy illuzionista freskókkal díszített szűkebb apszis zár le. Szinte teljesen megőrizte eredeti formáját.

## Külső hivatkozások
- Oroslavje hivatalos oldala
- Oroslavje információs portálja